# Rhoon
Rhoon est un village de la commune néerlandaise d'Albrandswaard, dans la province de la Hollande-Méridionale. Son territoire est bordé au sud par le cours de la Vieille Meuse et au nord par l'autoroute A15. Le 1er janvier 2009, Rhoon comptait 12 700 habitants.

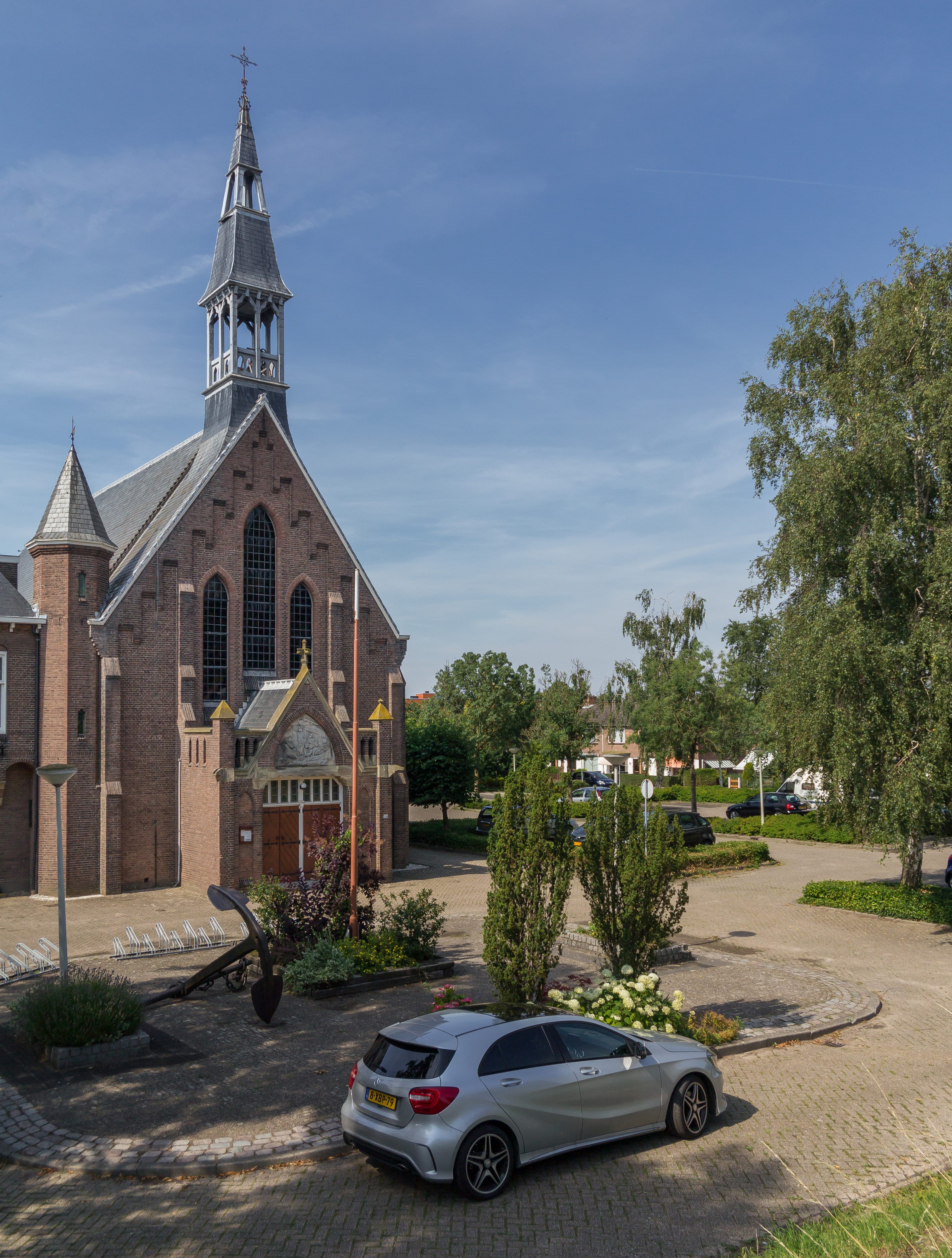
Église Saint-Willibrord.

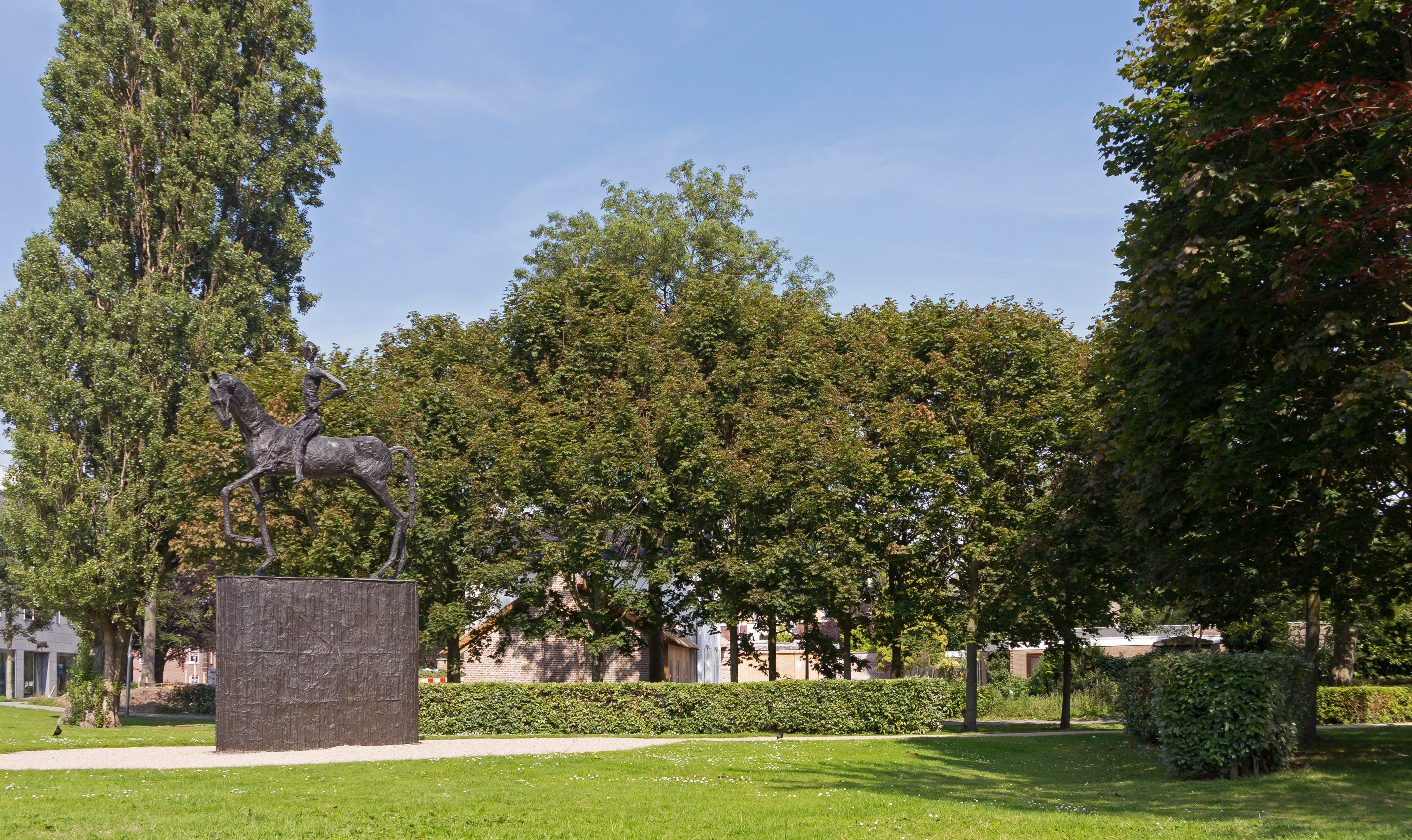
Rhoon, sculpture.